# Lac de Tseuzier
Der Stausee Lac de Tseuzier befindet sich im Schweizer Kanton Wallis in den Gemeinden Ayent und Icogne.
Zu erreichen ist der See über das Rhonetal. Ab Sion fährt man bis zum letzten grösseren Ort Fortunau. Danach führt eine serpentinenreiche Bergstrasse bis zum Stausee. Zu Fuss kommt man auch über den Rawilpass oder das Schnidejoch aus dem Kanton Bern zum See.

## Geschichte
Fertiggestellt wurden die Bogenstaumauer Zeuzier und der Erdschüttdamm Proz-Riond im Jahre 1957.

## Bemerkenswertes
Ursprünglich sollte die Simmentalautobahn (damals noch Nationalstrasse N6) über den Rawil-Pass ins Wallis geführt werden – ein Tunnel wäre nahe an die Tzeuzier-Talsperre zu liegen gekommen. Da sich bei Sondierbohrungen grössere Bewegungen an der Mauer ereigneten als erwartet, wurde nicht nur der Seespiegel abgesenkt; es war mit ein Grund, dass sich dieses Autobahnprojekt über Jahre verzögerte, bis es schliesslich aufgegeben wurde. Mit dem Lötschberg-Basistunnel wurde es ganz obsolet.
Am Westen von Lac de Tesuzier befindet sich der Berg Six des Eaux Froides (2905 m ü. M.).